# Melanocharis longicauda
El picabayas colilargo (Melanocharis longicauda) es una especie de ave paseriforme de la familia Melanocharitidae, endémica de Nueva Guinea.